# Love Punch (película)
Un golpe brillante (título original Love Punch) es una película británica producida en 2013 y dirigida por Joel Hopkins. Se trata de una comedia romántica protagonizada por Emma Thompson y Pierce Brosnan, que representan a una pareja divorciada cuya empresa es digerida por otra compañía sin piedad alguna, y se ven en la obligación de reaccionar ante la pérdida de todos sus ahorros y los de sus empleados.

## Sinopsis
Kate Jones (Emma Thompson) es una mujer divorciada de unos cincuenta años con alergia a las flores, que liga en línea, y tiene dos hijos; Sofie (Tuppence Middelton) y Max. Sofie se va a la universidad a Edimburgo y Max vive también en la universidad con un compañero de piso.
Los vecinos de Kate, Jerry y Penélope, son amigos íntimos tanto de ella como de Richard Jones (Pierce Brosnan), el exmarido de Kate que al inicio de la película está en su último día laboral y el principio de su jubilación. Sin embargo, cuando llega a la oficina, después de su mañanera charla con su secretaria, Dorin (Ellen Thomas), en la parada del autobús, Richard se da cuenta de que su empresa ha sido embargada y de que lo ha perdido todo, tanto él como los trabajadores que habían invertido en su plan de pensiones.
Así Richard acude a casa de su exmujer, Kate, con la propuesta de hacer algo al respecto, de ayudar a los trabajadores a recuperar lo que dignamente se han ganado. Ambos viajan a Paris para hablar con el dirigente de la empresa que ha embargado su empresa con la idea de que este entre en razón. No obstante, no lo consiguen, y por tanto buscan un plan alternativo, más loco pero más eficaz. Deciden robarle un diamante a la mujer del empresario para pagar así a sus empleados y así lo hacen con ayuda de sus vecinos Jerry y Penélope.

## Reparto
- Emma Thompson como Kate
- Pierce Brosnan como Richard
- Celia Imrie como Pen
- Timothy Spall como Jerry
- Louise Bourgoin como Manon Fontaine
- Laurent Lafitte como Vincent Kruger
- Marisa Berenson como Clothilde
- Olivier Chantreau como Jean-Baptiste Durain
- Ellen Thomas como Doreen
- Tuppence Middleton como Sophie
- Jack Wilkinson como Matt
- Adam Byron como Tyler
- John Ramm como Ken
- Jean-Louis Barcelona como Minion
- Eleanor Matsuura como Michaela
- Bruce McEwen como Texan couple man 1
- Christophe Prévost como Texan couple man 2
- Sabine Crossen como Texan couple woman 1
- Liz Coke como Texan couple woman 1
- Julie Ordon como Girl 1 beach club
- Vanessa Guide como Girl 2 beach club
- Murielle Hilaire como Girl 3 beach club
- Max Hayter como Marcus
- Anna Brooke como Janice
- Linda Hardy como Secretaria Glaxo
- Tom Morton como Tim the Groom
- Christopher Craig como Culco Employee 1
- Alan Fairbairn como Culco Employee 2
- Sinan Bertrand como Maestro de ceremonias
- Catriona MacColl como Wedding guest
- Patrice Cols como Château guard
- Vincent Haquin como Henchman
- Floriane Andersen como Secretaria (no acreditada)
- Blanche Dezert como Ambassador (no acreditada)
- Paloma Hidalgo como Sister (no acreditada)
- Thanh Ingle-Lai como The maid (no acreditado)
- Jordan Jones como Lover (no acreditado)
- Maxime Nerkowski como Concierge (no acreditado)
- Senie Priti como Wedding guest (no acreditado)